# New Shute House

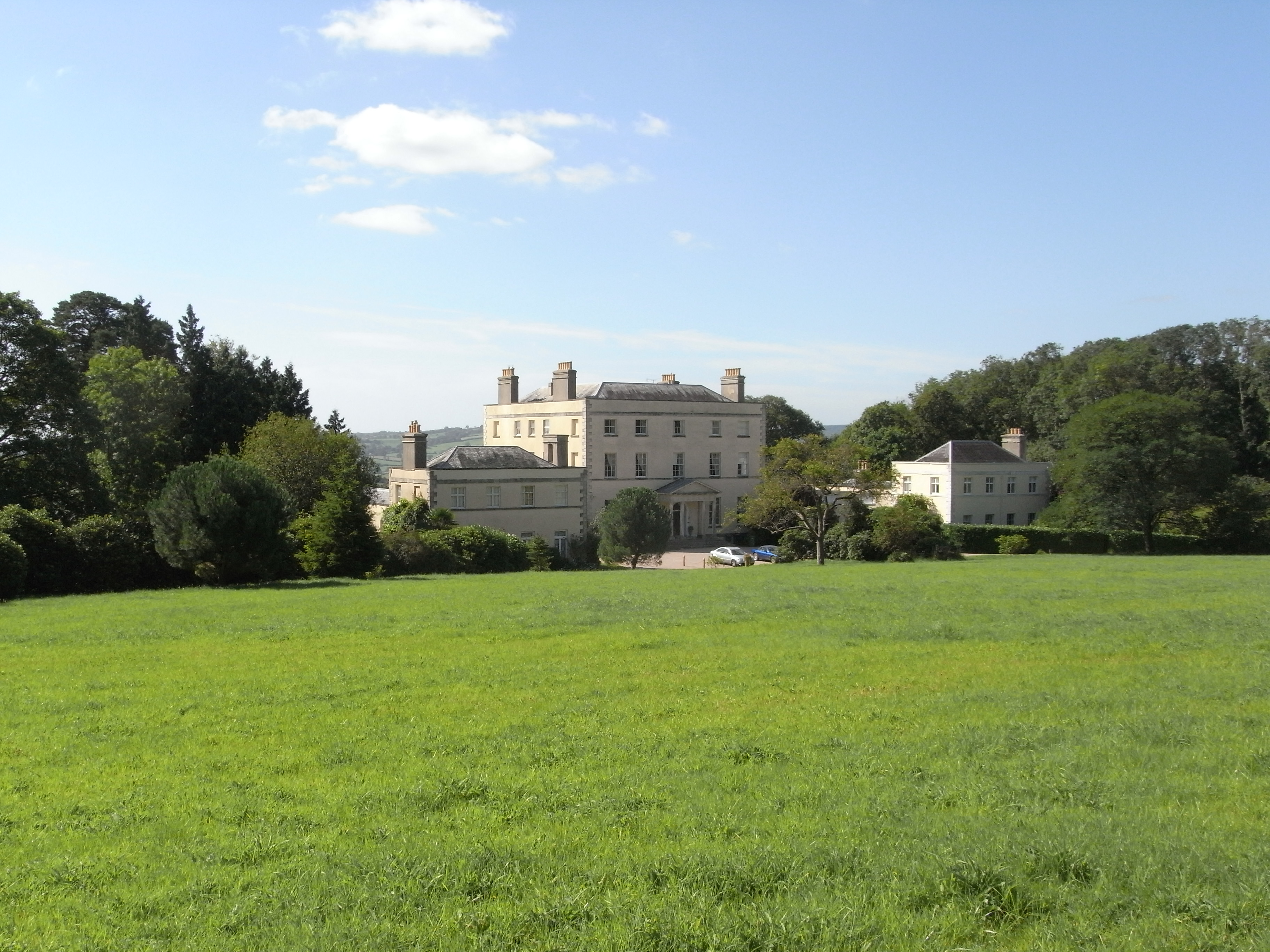
New Shute House. Ansicht von Nordosten

New Shute House ist ein Herrenhaus in Devon im Vereinigten Königreich. Das südwestlich von Axminster gelegene Anwesen aus dem späten 18. Jahrhundert ist als Kulturdenkmal der Kategorie Grade II* geschützt.

## Geschichte
John de la Pole, 6. Baronet, hatte als Kind 1760 das vernachlässigte Shute House geerbt. Er beschloss, anstelle des mittelalterlichen Hauses ein zeitgemäßes Herrenhaus zu errichten. Das neue Herrenhaus wurde von 1787 bis 1790 etwa 600 m vom alten Herrenhaus entfernt errichtet. Um eine Sichtachse vom neuen Herrenhaus zum alten Torhaus und weiter zum neu angelegten Landschaftspark zu gewinnen, hatte er 1785 einen großen Teil des alten Herrenhauses abreißen lassen, das axial auf das Torhaus ausgerichtet war. Der erhalten gebliebene Teil des alten Herrenhauses wurde als Bauernhaus verpachtet und wurde seitdem als Shute Barton bezeichnet.
Nach dem Tod von Frederick de la Pole, 11. Baronet erbte 1926 John Pole-Carew das Anwesen. Aufgrund des Erbes änderte er seinen Namen in Carew Pole, doch behielt er seinen bisherigen Wohnsitz in Antony House bei. Einen großen Teil der Inneneinrichtung von Shute, darunter die Gemäldesammlung und die berühmte Bibliothek ließ er nach Antony bringen. New Shute House diente von 1933 bis 1974 als Mädchenschule. Danach verkaufte Carew Pole das Haus an eine Immobiliengesellschaft, die das Haus in acht Wohnungen aufteilte und weiterverkaufte. Seitdem ist das Haus privat bewohnt und kann nicht besichtigt werden.
Am 8. Mai 1967 war New Shute House unter Denkmalschutz gestellt worden.

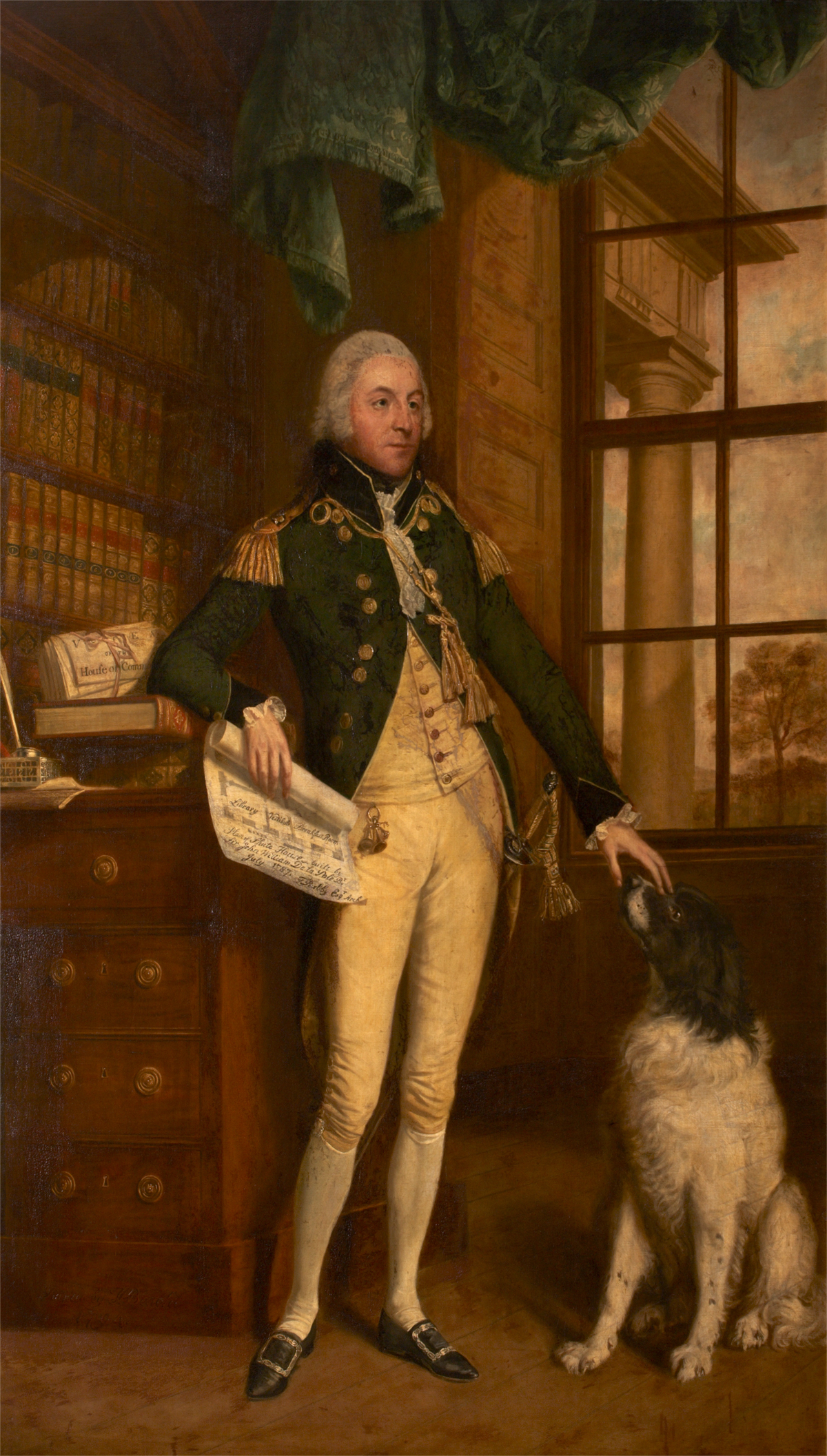
John William de la Pole, der Bauherr von New Shute House, in der Bibliothek des Herrenhauses. In der Hand hält er die Baupläne des Hauses. Gemälde von Thomas Beach.

## Anlage
New Shute House liegt östlich des Weilers Shute südöstlich des spätmittelalterlichen Old Shute House. Durch das alte Torhaus führt die baumbestandene Zufahrt an dem alten Herrenhaus vorbei nach New Shute House, das von einem Landschaftsgarten mit alten Baumbestand umgeben ist. Zu den größten und ältesten Bäumen gehört eine mächtige Zerreiche.

### Äußeres
Das mit Adamstil errichtete New Shute House besteht aus dem dreigeschossigen Haupthaus und zwei zweigeschossigen Pavillons, die mit dem Haupthaus durch je eine viertelkreisförmige Mauer verbunden sind und so einen Ehrenhof bilden. Die fensterlosen, aber mit Nischen verzierten Verbindungsmauern verdecken die dahinterliegenden Wirtschaftsgebäude. Die Gebäude mit rustifizierten Ecken sind hell verputzt. Die flachen Schieferwalmdächer des Haupthauses und der seitlichen Pavillons werden großteils durch eine Attika verborgen sind. Das fünfachsige Herrenhaus besitzt über einem Keller zwei Vollgeschosse und ein Mezzaningeschoss. Vor dem Hauptportal an der Nordseite befindet sich ein von vier Säulen getragener eingeschossiger Portikus mit Dreiecksgiebel. Die dem Garten zugewandte Südfassade besitzt an beiden Seiten halbrunde, dreigeschossige Vorbauten.

### Inneres
Das Herrenhaus besitzt ein Treppenhaus mit einem eisernen Geländer. Mehrere Innenräume besitzen noch Stuckdecken und Marmorkamine aus der Erbauungszeit. Im nordöstlichen Pavillon wurde um 1900 anstelle der bisherigen Küche ein Privattheater eingebaut, dessen Stuckdecke und Bühne erhalten ist.

## Ehemalige Stallungen
Etwa 100 m östlich des Herrenhauses liegen die ehemaligen Stallungen, die ebenfalls im späten 18. Jahrhundert errichtet wurden. Das halbrunde Gebäude umschließt einen Innenhof. Das Zentrum der Anlage aus verputztem Backstein wird durch einen zweigeschossigen Bauteil hervorgehoben, an den Enden befinden sich die ebenfalls zweigeschossigen ehemaligen Kutschenhäuser, während die dazwischenliegenden ehemaligen Stallungen niedriger sind. Die Stallungen und Kutschenhäuser wurden im 20. Jahrhundert zu Wohnungen umgebaut. Seit dem 19. Oktober 1984 sind sie als Kulturdenkmal der Kategorie Grade II geschützt.